# Glypta rufata
Glypta rufata là một loài tò vò trong họ Ichneumonidae.